# Dom (film 2003)
Dom è un film brasiliano del 2003 diretto da Moacyr Góes.

## Trama
Bento sposa un'attrice che poco dopo rimane incinta. Egli sospetta però che il bambino non sia suo ma del suo migliore amico.